# 大特拉弗斯湾
大特拉弗斯湾（英語：Grand Traverse Bay）是美国密歇根湖东北部湖湾，位于密西根下半岛西北岸，长51公里，宽19公里。湖湾南部被歐米新半島分为东西两部分，特拉弗斯城就坐落于欧米新半岛底部。湖湾西面为著名的垂钓胜地利勒諾半島，整个大特拉弗斯湾沿岸为避暑胜地和重要樱桃产区。“大特拉弗斯湾”一名源自法语“Le Grand Traverse”（意为“大跨越”、“大横渡”），系早期法国毛皮商人对横渡湖湾开口9英里长的航线的称呼。